# Pappelschwärmer
Der Pappelschwärmer (Laothoe populi) ist ein Schmetterling (Nachtfalter) aus der Familie der Schwärmer (Sphingidae).

## Beschreibung
Mit einer Flügelspannweite von 72 bis 92 Millimetern gehört er zu den größeren Faltern Mitteleuropas. Durch seine Flügelform und die graubraune Farbe gleicht er einem trockenen Laubblatt und ist so bei Tag ideal getarnt. In Ruhehaltung sind die Flügel seitlich abgespreizt, wobei die Hinterflügel vorn unter den Vorderflügeln hervorragen. Bei Gefahr wird der rote Fleck, der sich auf dem Hinterflügel befindet, präsentiert. Das Geschlecht lässt sich ausschließlich an der Fühlerform feststellen: Die Männchen haben behaarte, die Weibchen unbehaarte Fühler. Die Raupen besitzen den für Schwärmer typischen hornartigen Fortsatz am Hinterleib (Analhorn). Seinen Namen hat er von den Futterpflanzen der Raupe, den Pappeln, an denen die Eier abgelegt werden. Die Puppen sind etwa 2,3–2,9 cm lang und dunkelrot bis schwarz gefärbt. Die Segmente sind teilweise hellrot gefärbt. Der Kremaster bildet eine schwarze annähernd gerade Spitze.

### Ähnliche Arten
- Laothoe amurensis (Staudinger, 1879)
- Eichenschwärmer, Marumba quercus (Denis & Schiffermüller, 1775)
- Lindenschwärmer, Mimas tiliae (Linnaeus, 1758)

### Unterarten
- Laothoe populi iberica Eitschenberger, Danner & Surholt, 1998 – Wird von einigen Autoren als eigene Art betrachtet.[2] Von anderen Autoren wird auch der Status der Unterart nicht anerkannt.[3]
- Laothoe populi populi (Linnaeus, 1758)[4]
- Laothoe populi populeti (Bienert, 1870)

### Synonyme
- Sphinx populi Linnaeus, 1758, Syst. Nat. (Edn 10) 1: 489[3]
- Smerinthus borkhauseni Bartel, 1900[5]
- Amorpha populi lappona Rangnow, 1935, Ent. Rdsch. 52: 189[3]
- Amorpha populi intermedia Gehlen, 1934, Ent. Z., Frankf. a. M. 48: 60[3]
- Merinthus palustris Holle, 1865, Schmett. Deutschl. : 95[3]
- Smerinthus roseotincta Reuter, 1935[5]
- Merinthus salicis Holle, 1865[5]
- Sphinx tremulae Borkhausen, 1793, Rhein. Mag. Naturk. 1: 649[3]
- Laothoe populi iberica Eitschberger, Danner & Surholt, 1989, Atalanta, Würzburg 20: 262–263[3]

## Verbreitung und Lebensraum
Er kommt vor allem in Europa und im Nahen Osten vor. Zum Lebensraum des Pappelschwärmers gehören feuchte Wälder. Die Tiere kommen vereinzelt bis 1.000 Meter Höhe vor, seine Hauptverbreitungsgebiete befinden sich aber eher in Niederungen.

## Flugzeit
Die erste Generation von Pappelschwärmern fliegt von Mai bis Juli, bei günstigen klimatischen Bedingungen wird auch eine zweite Generation gebildet, die von August bis September fliegt.

## Lebensweise
Die Weibchen legen die Eier vor allem an der Blattunterseite von Pappeln ab. Die Eier sind grün und relativ groß. Die Raupen sind gelb-grün und besitzen feine gelbe bis rötliche Punkte und einen gelben Querstreifen. Raupen werden von Juni bis Oktober angetroffen. Sie leben vor allem an Pappeln und Weiden. Die Präpuppen-Phase im Herbst, die Umwandlung der Raupe in eine Puppe und damit bis zu deren letzten Häutung, dauert etwa eine Woche. Die Schmetterlingsart überwintert im Puppenstadium. Während ihres Lebens nehmen die Imagines keine Nahrung zu sich, da der Saugrüssel dieser Art verkümmert ist.

## Parasitoide
Die Eier und Raupen des Pappelschwärmers werden von verschiedenen Erzwespen parasitiert, darunter Cirrospilus diallus, Eulophus larvarum und Eulophus smerinthicida, alle drei aus der Familie Eulophidae. Ein solitärer Eiparasitoid ist Anastatus bifasciatus aus der Familie der Eupelmidae. Vertreter der Encyrtidae parasitieren ebenfalls Pappelschwärmer-Eier, häufig zu zweit. Larval-Parasitoide sind Schlupfwespen wie Coelichneumon deliratorius, Diphyus palliatorius, Gelis agilis und Hoplocryptus fugitivus. Weitere bekannte Larven-Parasitoide sind die Brackwespen Cotesia affinis und Microplitis tuberculifer sowie die Raupenfliege Pales pavida. Protichneumon fusorius und Protichneumon pisorius sind Puppenparasitoide.

## Galerie

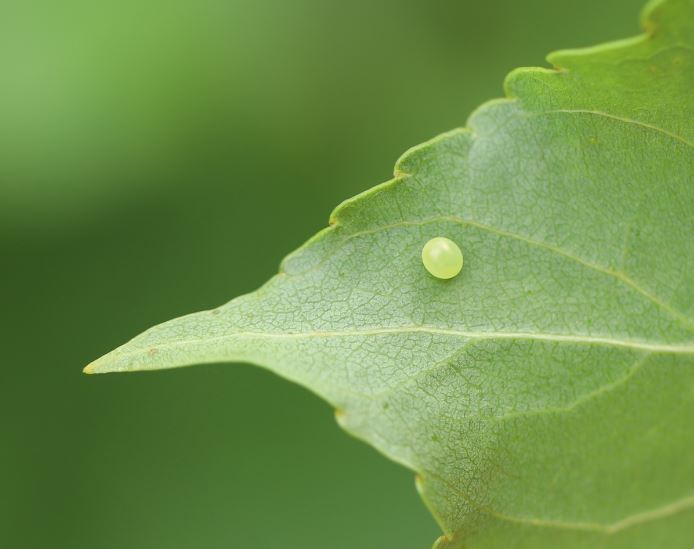
Ei auf der Blattunterseite einer Schwarz-Pappel
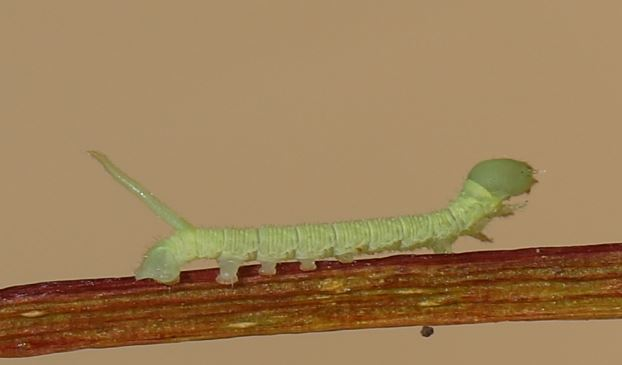
L1-Raupe, Seitenansicht
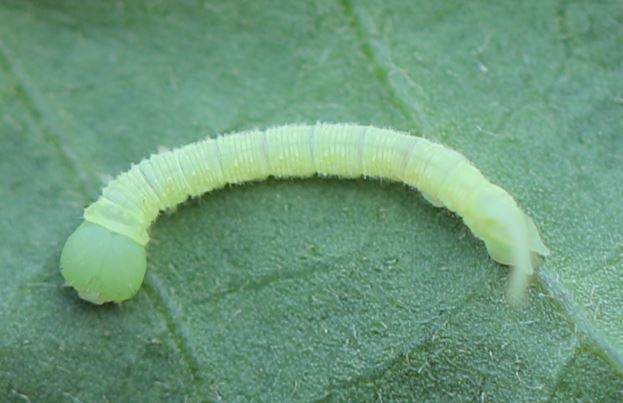
L1-Raupe, Dorsalansicht
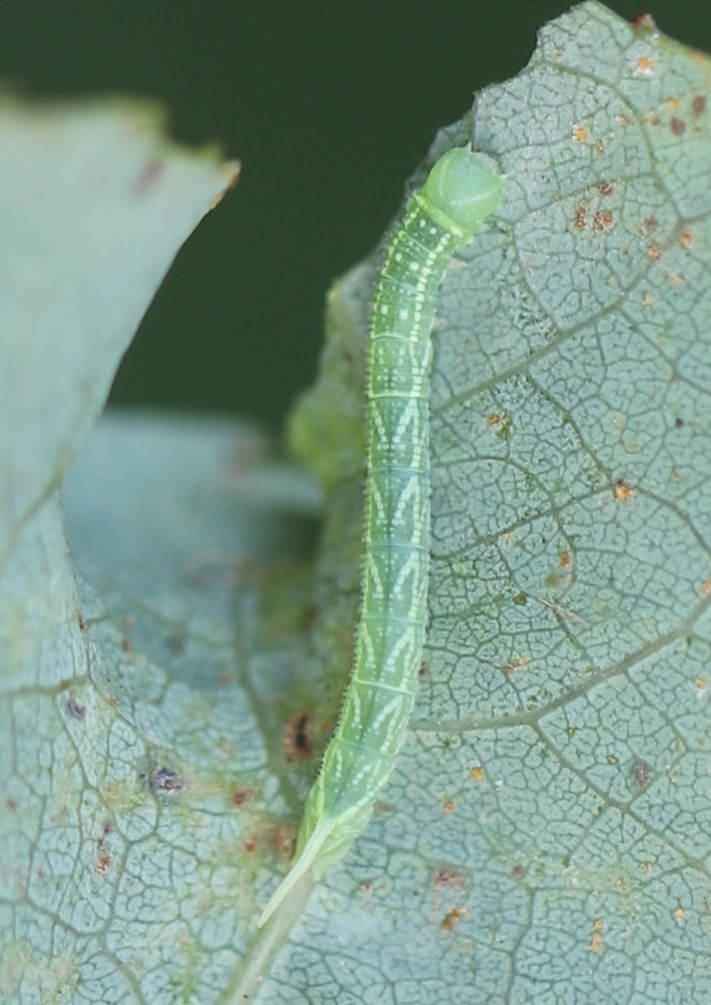
L2-Raupe
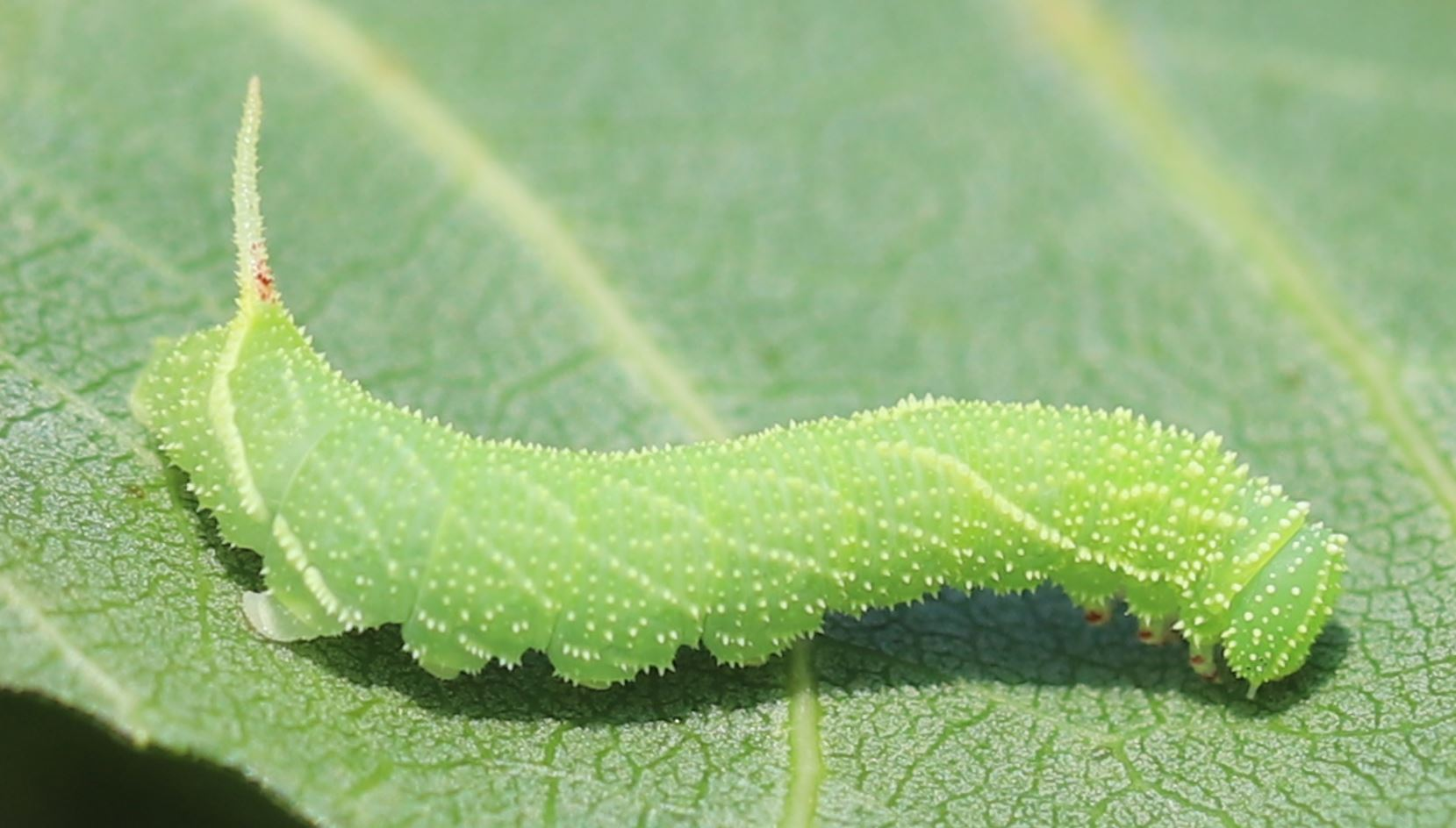
L3- oder L4-Raupe
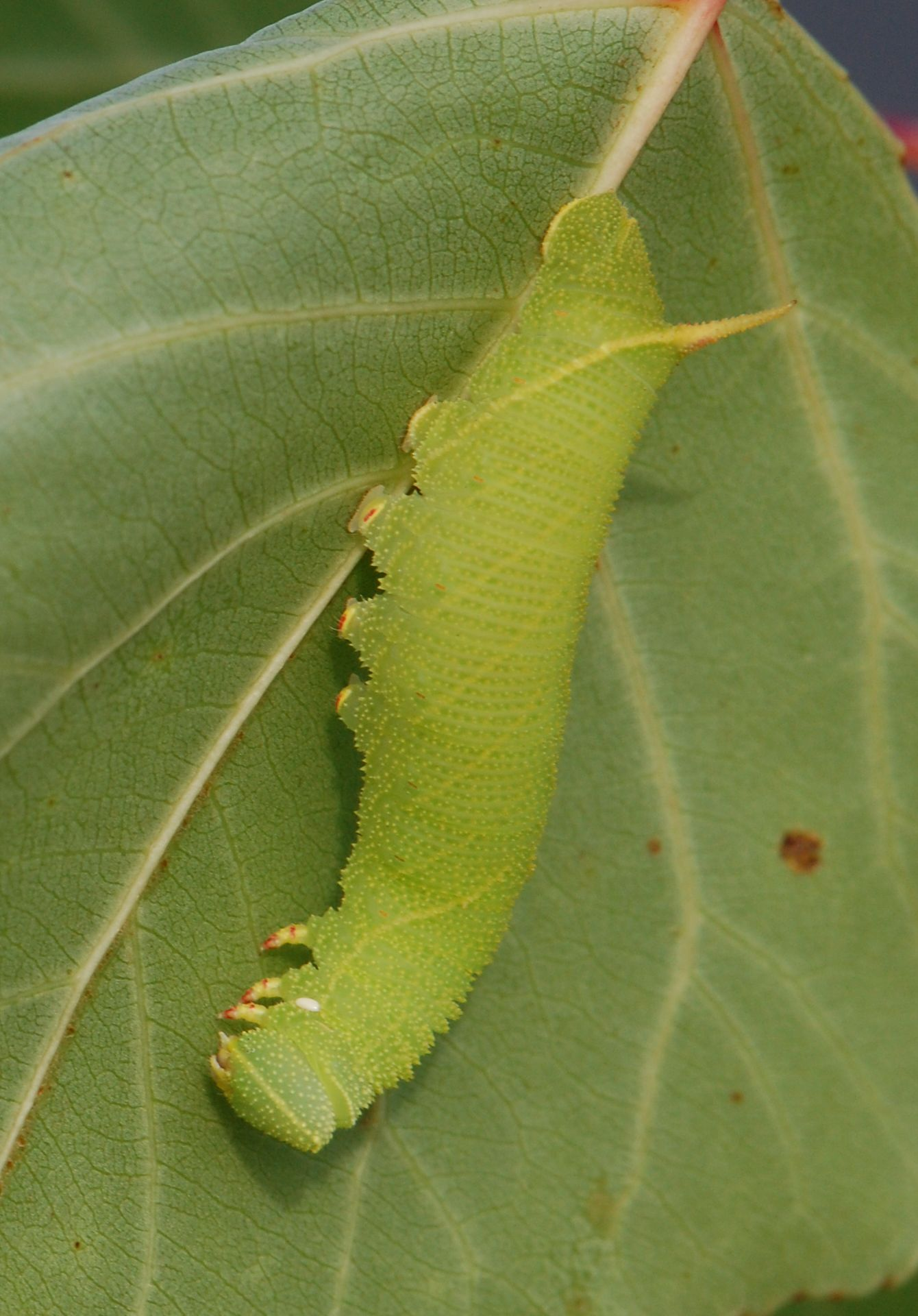
Reife Raupe des Pappelschwärmers
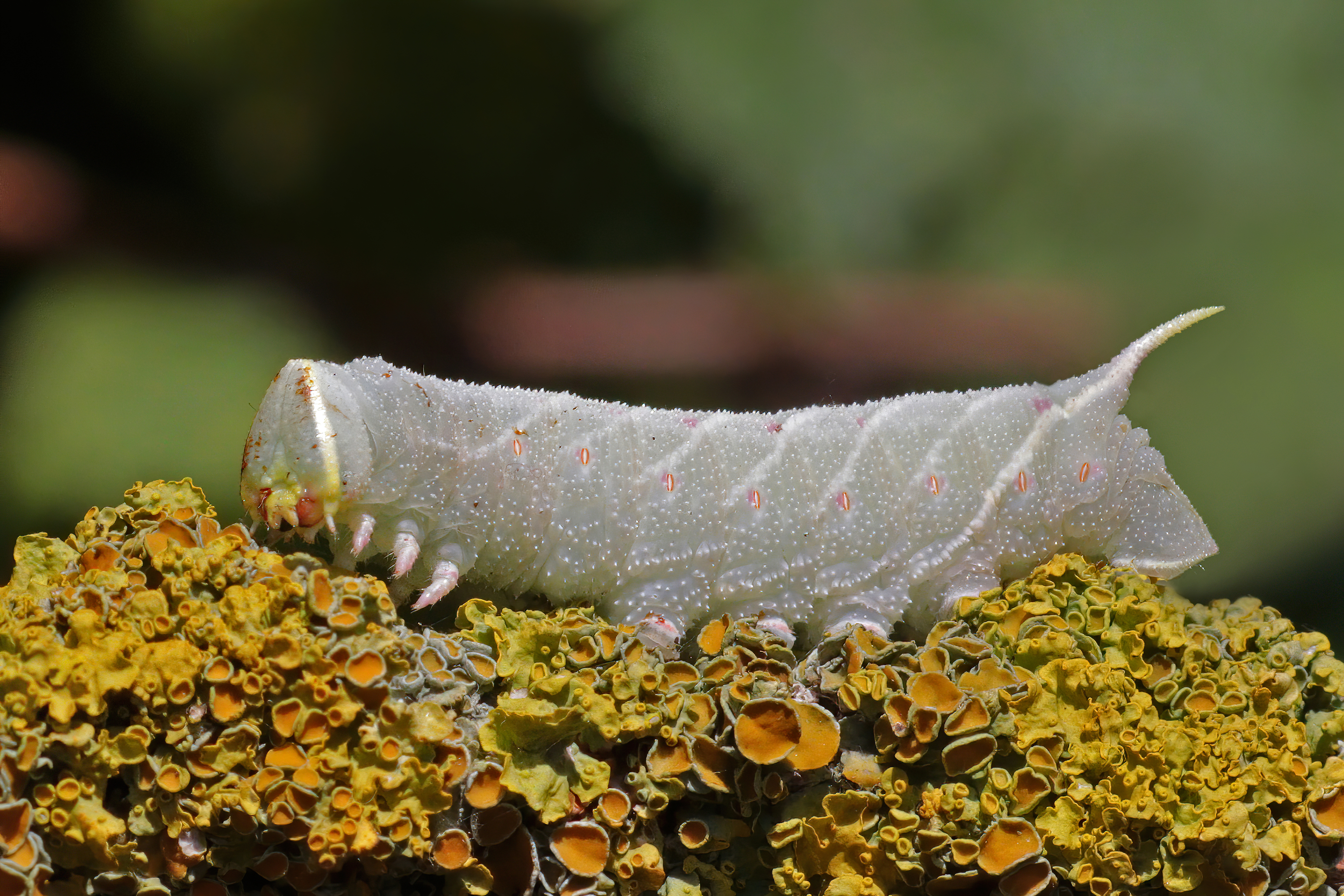
Reife Raupe des Pappelschwärmers (dunklere Form)
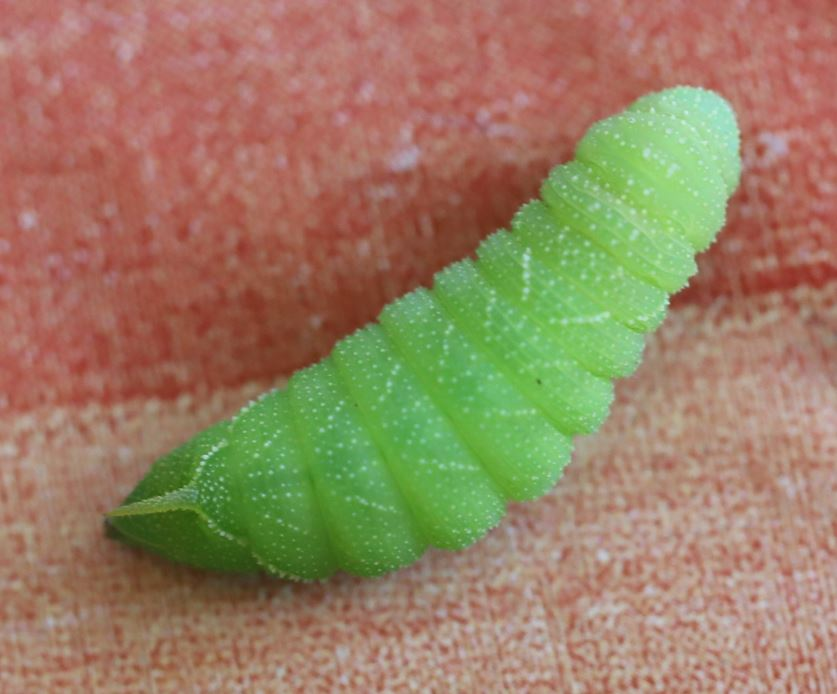
Präpuppe
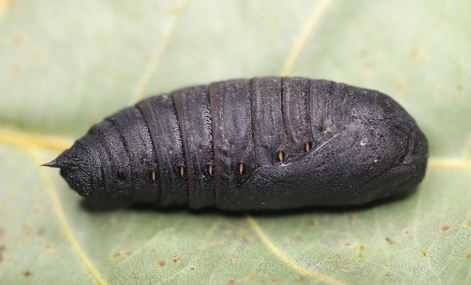
Puppe
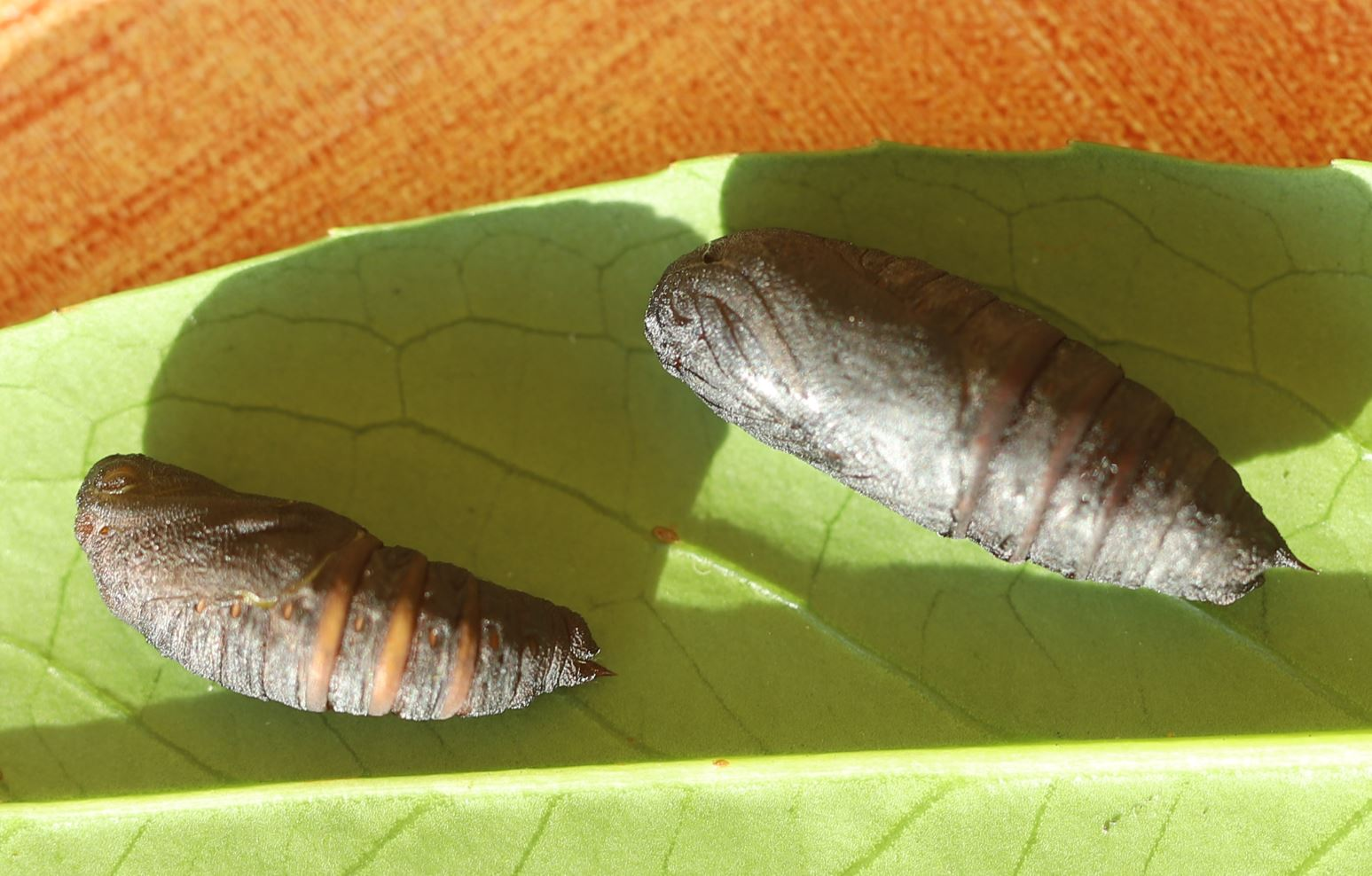
Zwei unterschiedlich große Puppen
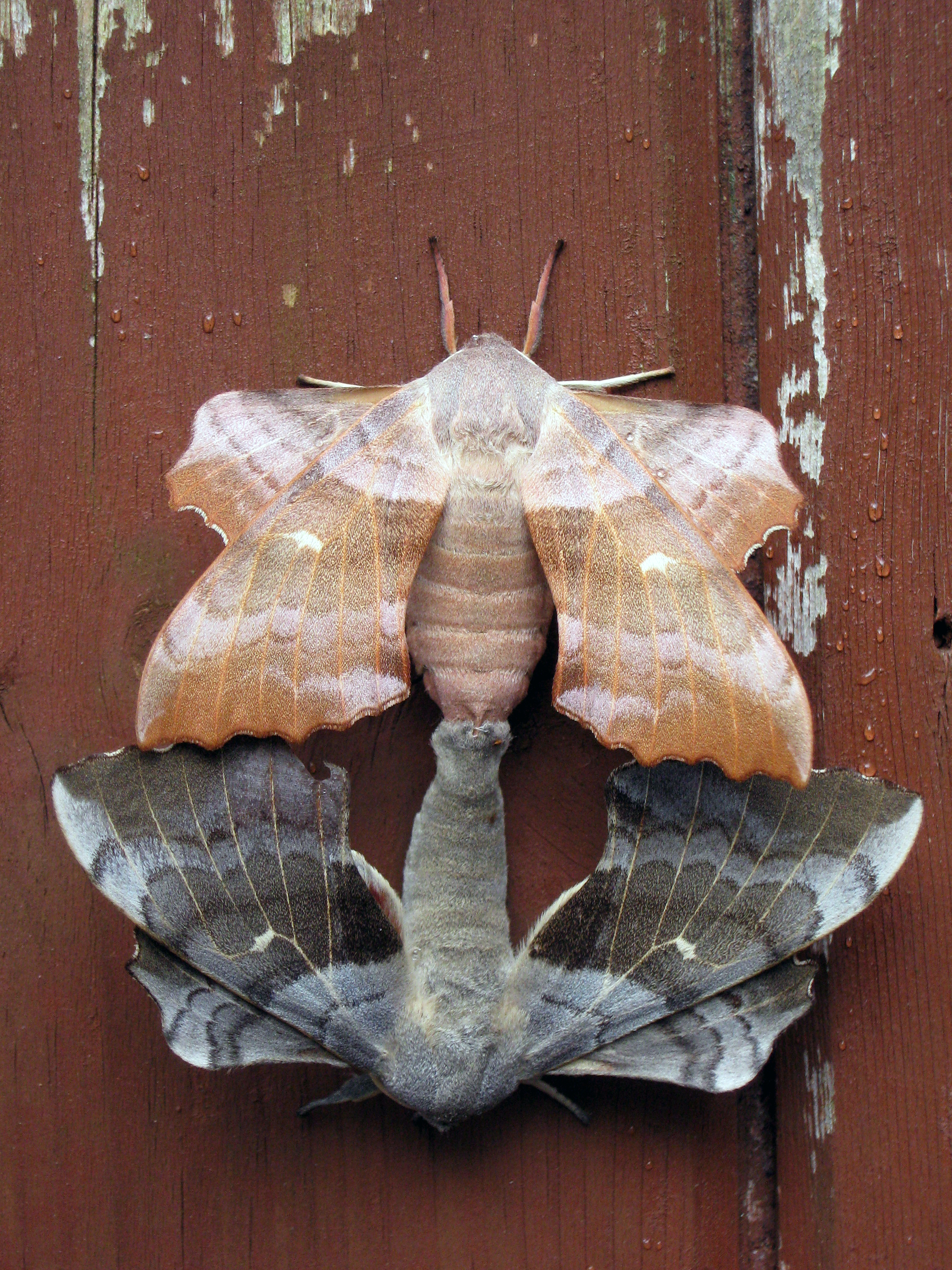
Pärchen bei der Paarung
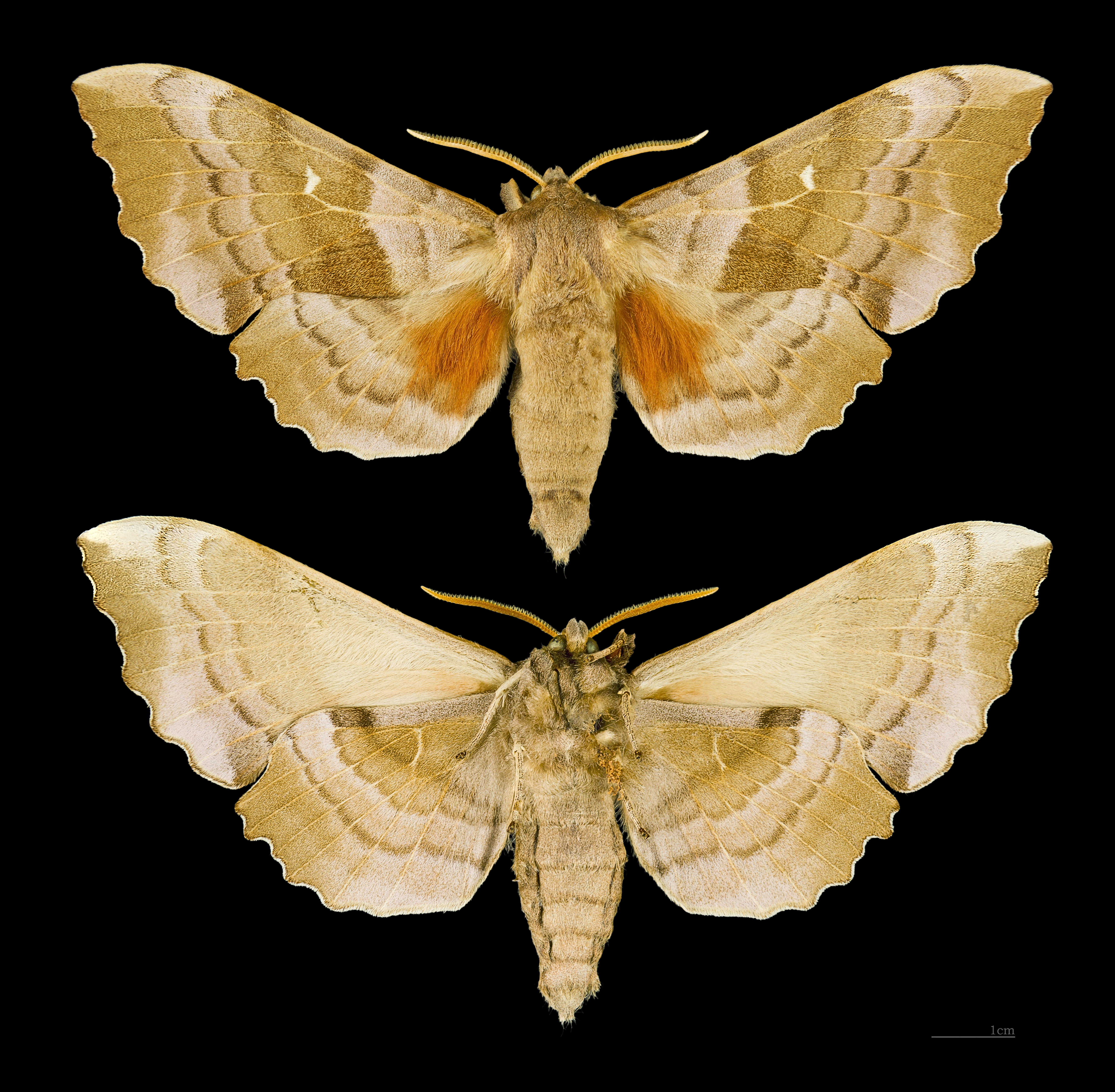
Pappelschwärmer-Männchen, Ober- und Unterseite
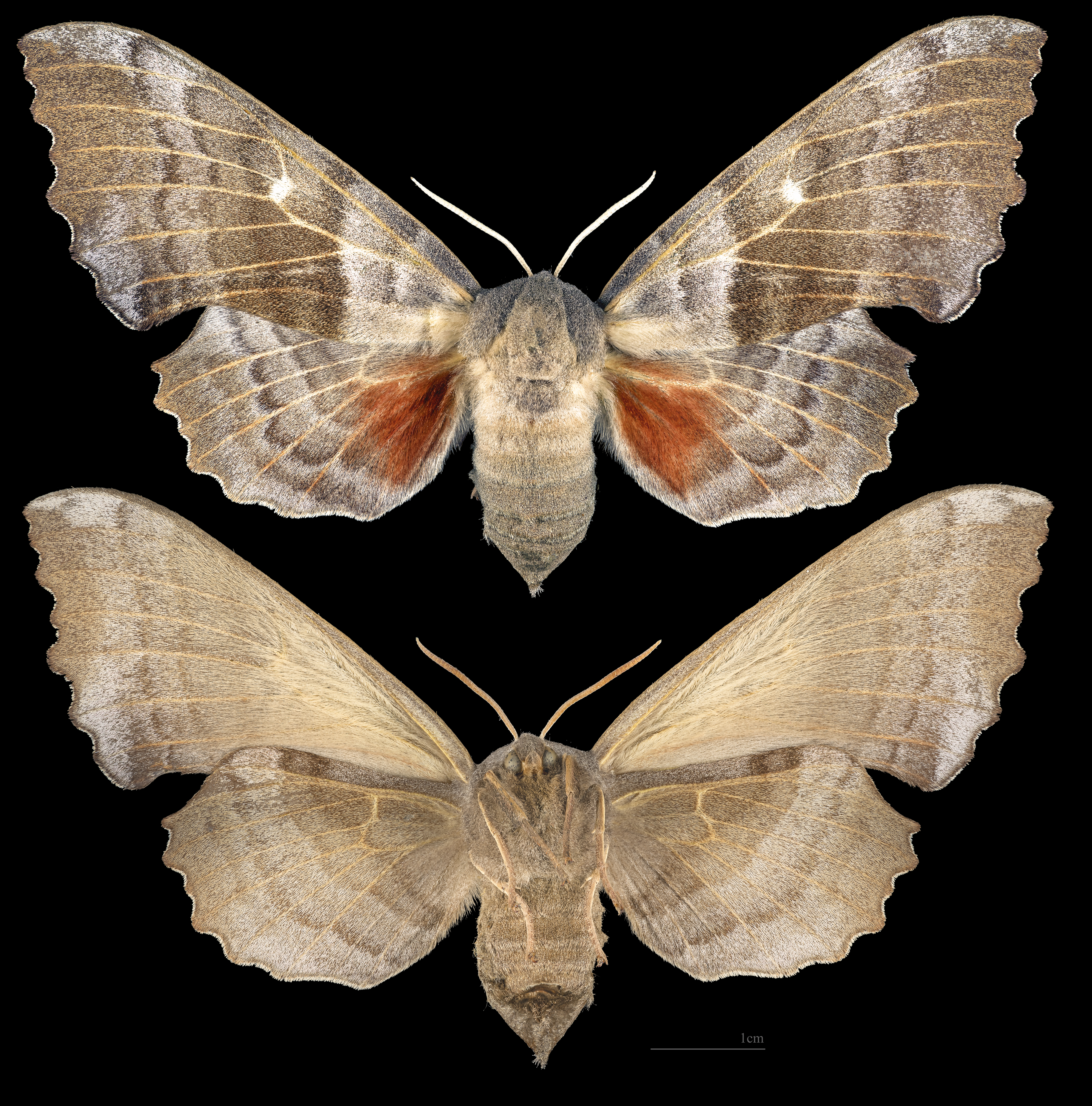
Weiblich, Ober- und Unterseite
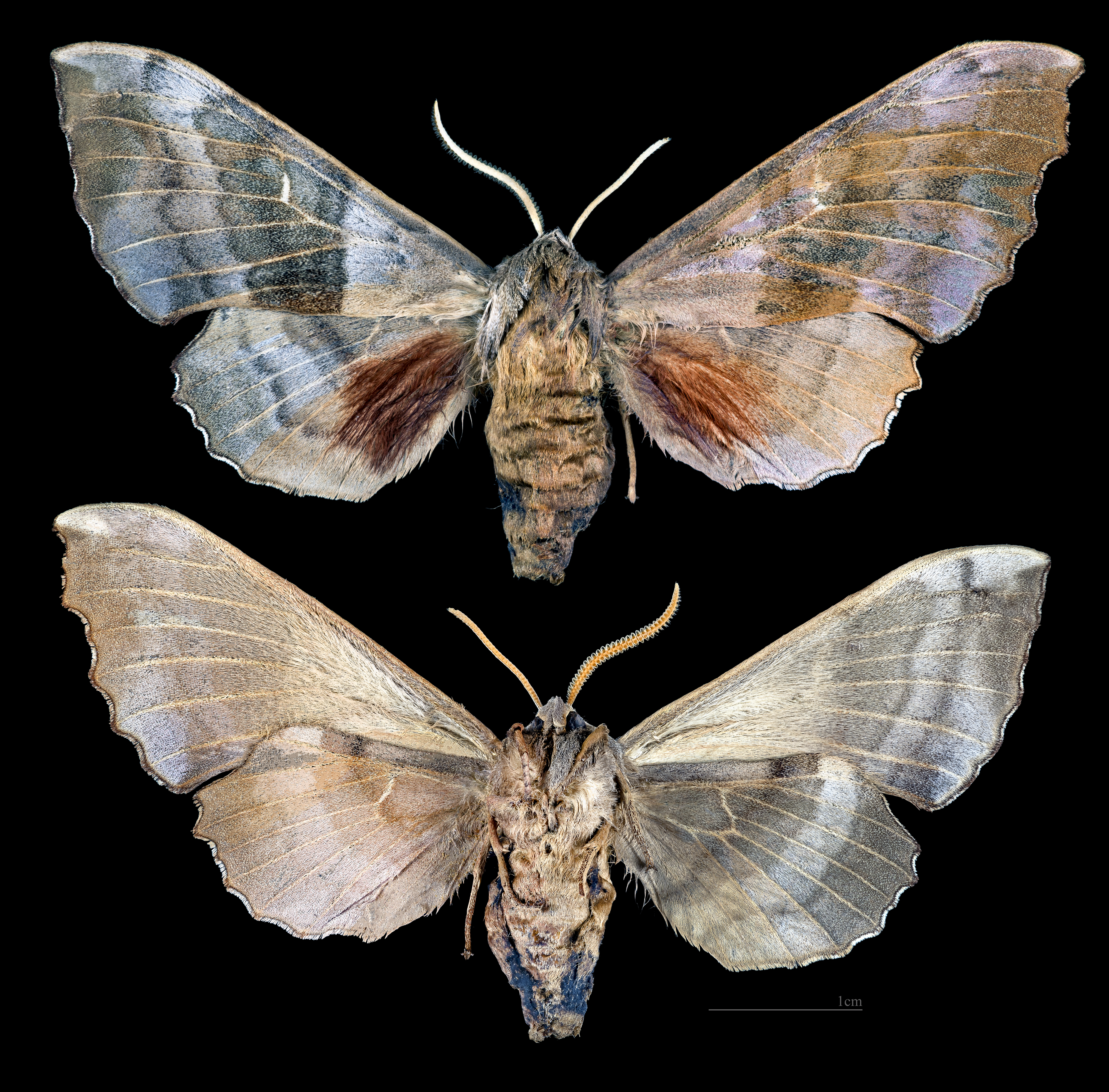
Gynander
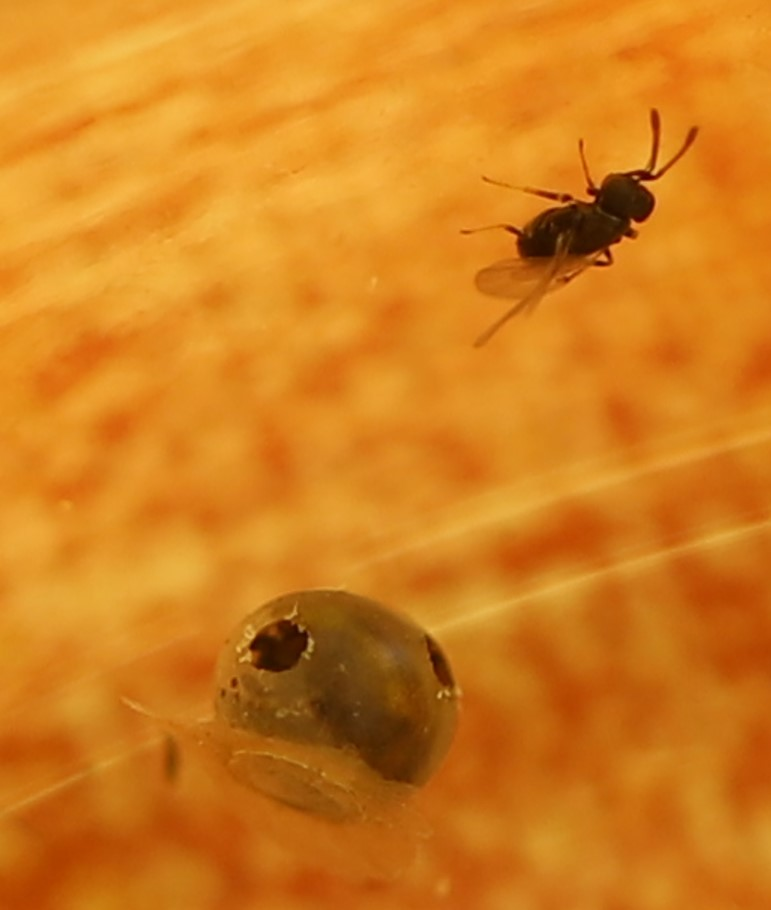
Parasitiertes Ei mit 2 Austrittslöchern von Encyrtidae
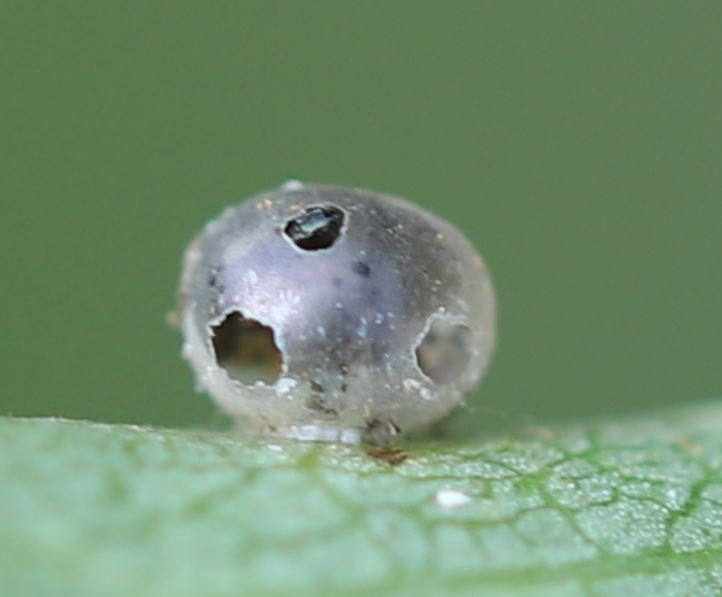
Parasitiertes Ei mit 3 Austrittslöchern
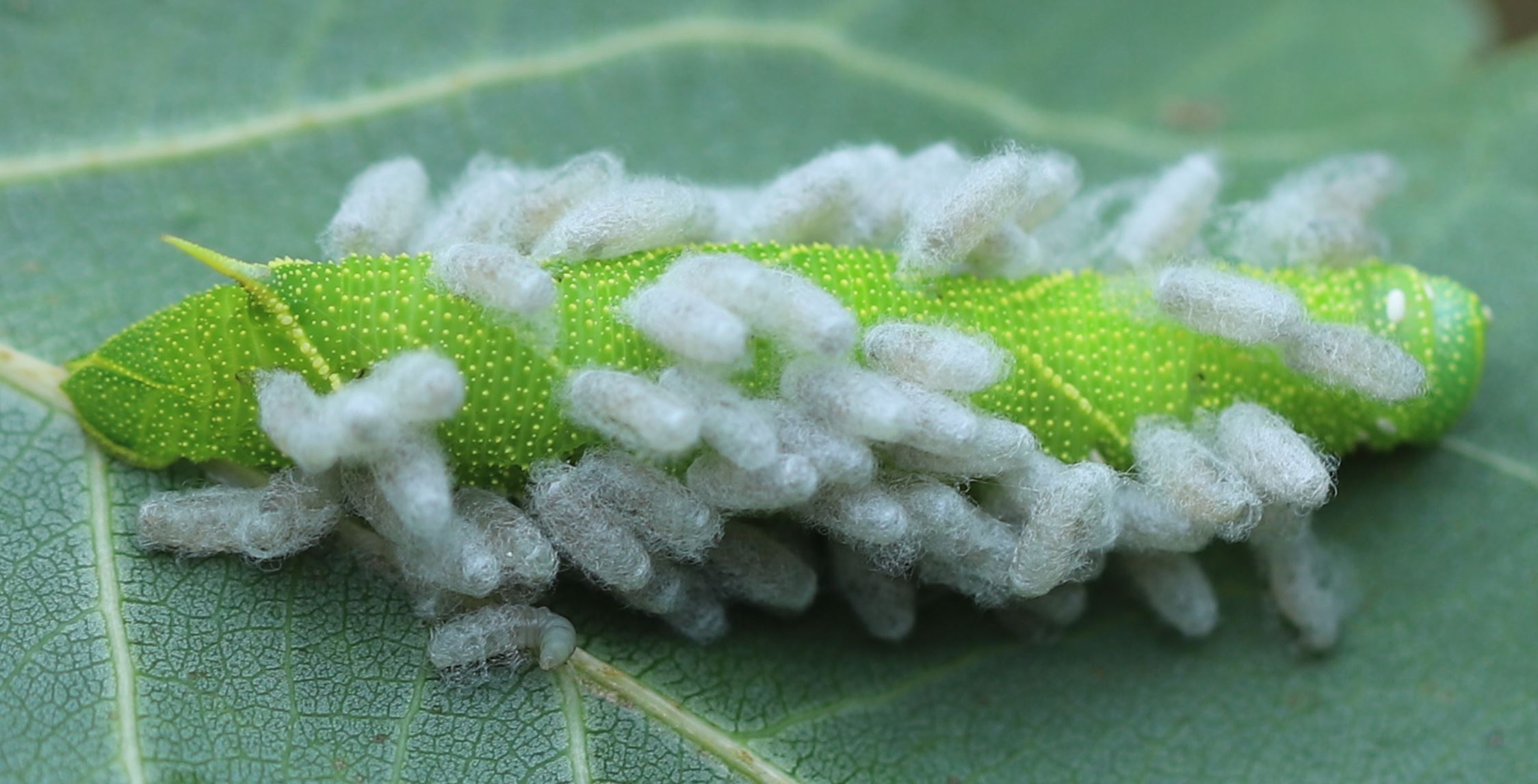
Raupe mit ca. 60 austretenden Parasitenlarven der Brackwespen-Art Cotesia affinis
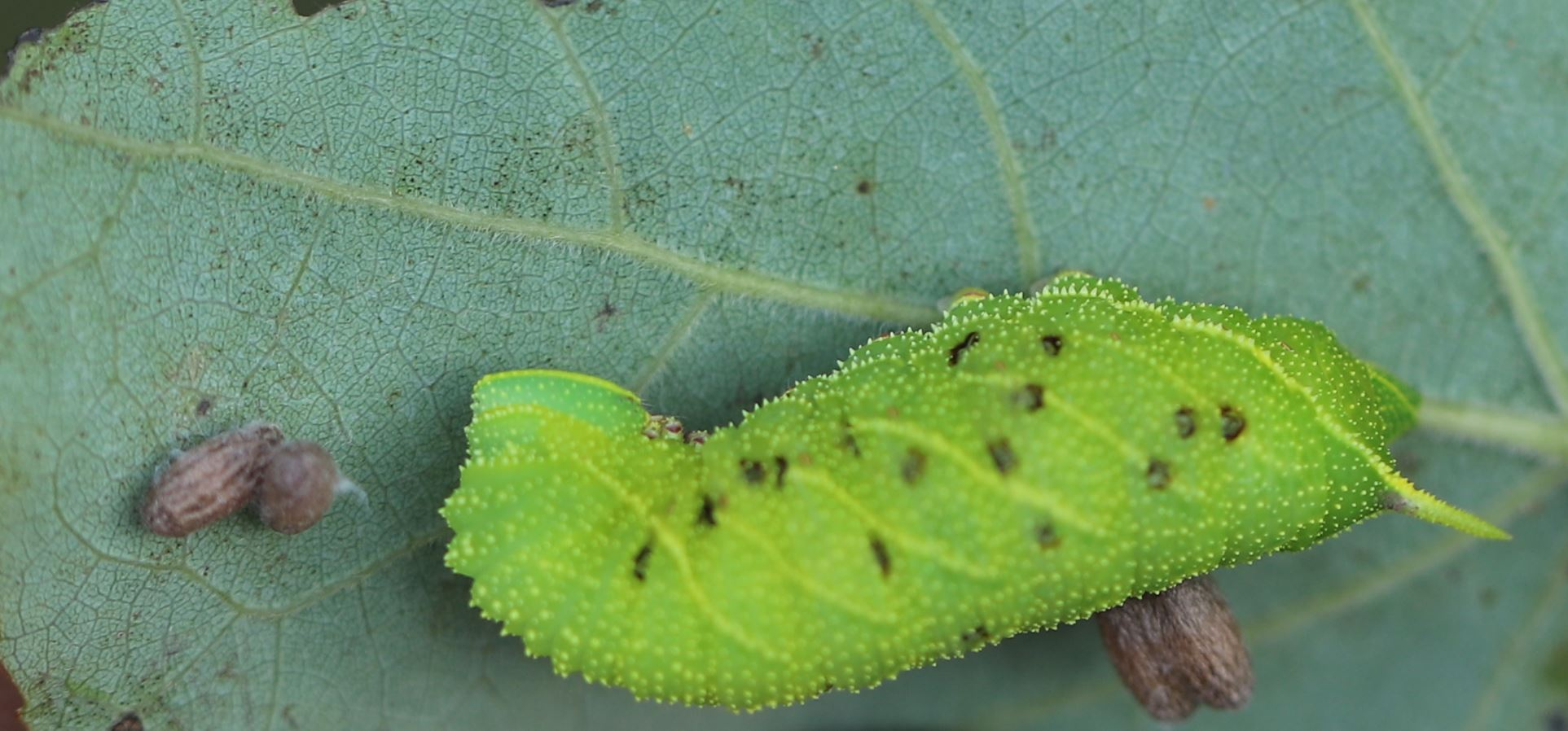
Raupe mit ca. 20 austretenden Parasitenlarven, vermutlich Brackwespen-Larven